# Imigracja do Stanów Zjednoczonych
Imigracja do Stanów Zjednoczonych – największy napływ ludności imigracyjnej w dziejach świata. W USA osiedliło się kilkadziesiąt milionów przybyszów z różnych krajów europejskich (Polska, Niemcy, Wielka Brytania, Irlandia, Włochy, Rosja) oraz z krajów azjatyckich (głównie z Chin), w tym licznie narody Europy Wschodniej oraz Ameryki Południowej i Środkowej. Fala imigracyjna trwa od początków XIX wieku aż po czasy dzisiejsze, jednak można wyróżnić okresy silniejszego napływu ludności.
Lata 80. i 90. XIX wieku stały się okresem wzrostu imigracji do Stanów Zjednoczonych. W latach 1915–1925 władze stopniowo wprowadzały ograniczenia imigracyjne, zmniejszając w 1926 roku liczbę wjeżdżających do ok. 150 tys. osób rocznie. Restrykcyjna polityka imigracyjna, mimo pewnych udogodnień wprowadzonych w 1948 roku dla uchodźców wojennych, pozostała taka aż do 1965 roku, kiedy to system kwotowy został wyparty przez wieloaspektowy system preferencji. Kolejny wzrost imigracji nastąpił w latach 80. i 90. XX wieku, utrzymując się po dziś dzień.

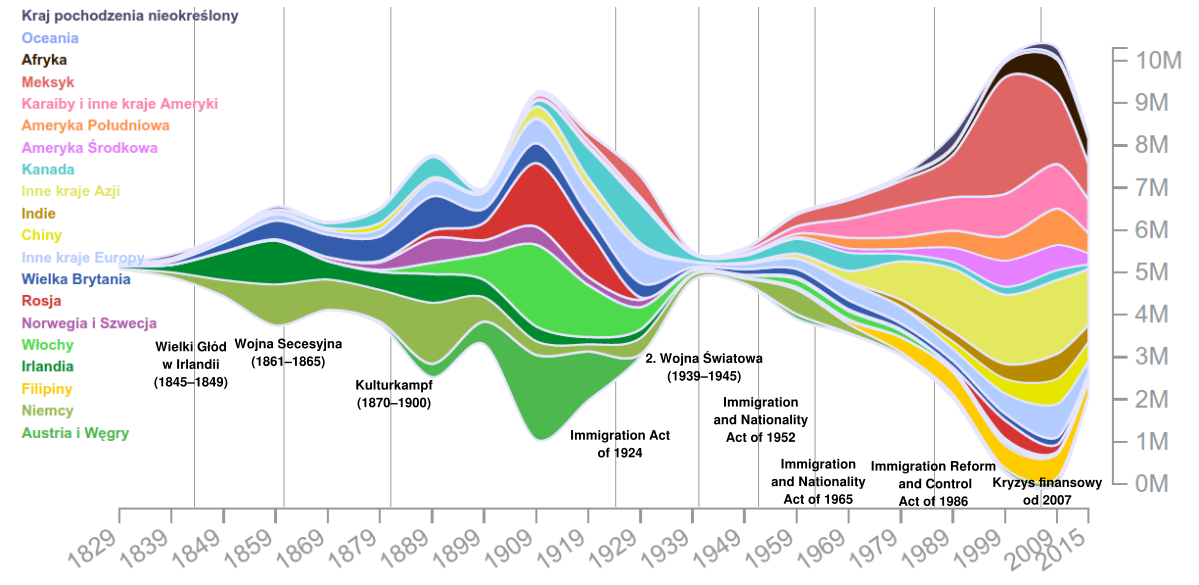
Napływ imigrantów do USA według państw pochodzenia w okresie 1820–2015

## Przyczyny imigracji
Imigranci przybywali do USA głównie z przyczyn zarobkowych – dla biednych Europejczyków, Ameryka była krajem szansy, gdzie mogli podjąć korzystniej opłacaną pracę.
Ponadto wyróżnić można, iż:
- w Ameryce przeważała wolność wyznania, dzięki której można było uciec przed prześladowaniami mającymi miejsce w ówczesnej Europie,
- panowało tam liberalne prawo gospodarcze, które sprzyjało powstawaniu firm oraz sklepów, gdzie pracę podejmowali imigranci,
- nowych osadników przyciągała ponadto wolność osobista oraz prawa wyborcze przyznawane każdemu białemu mężczyźnie.

## Ameryka krajem szansy

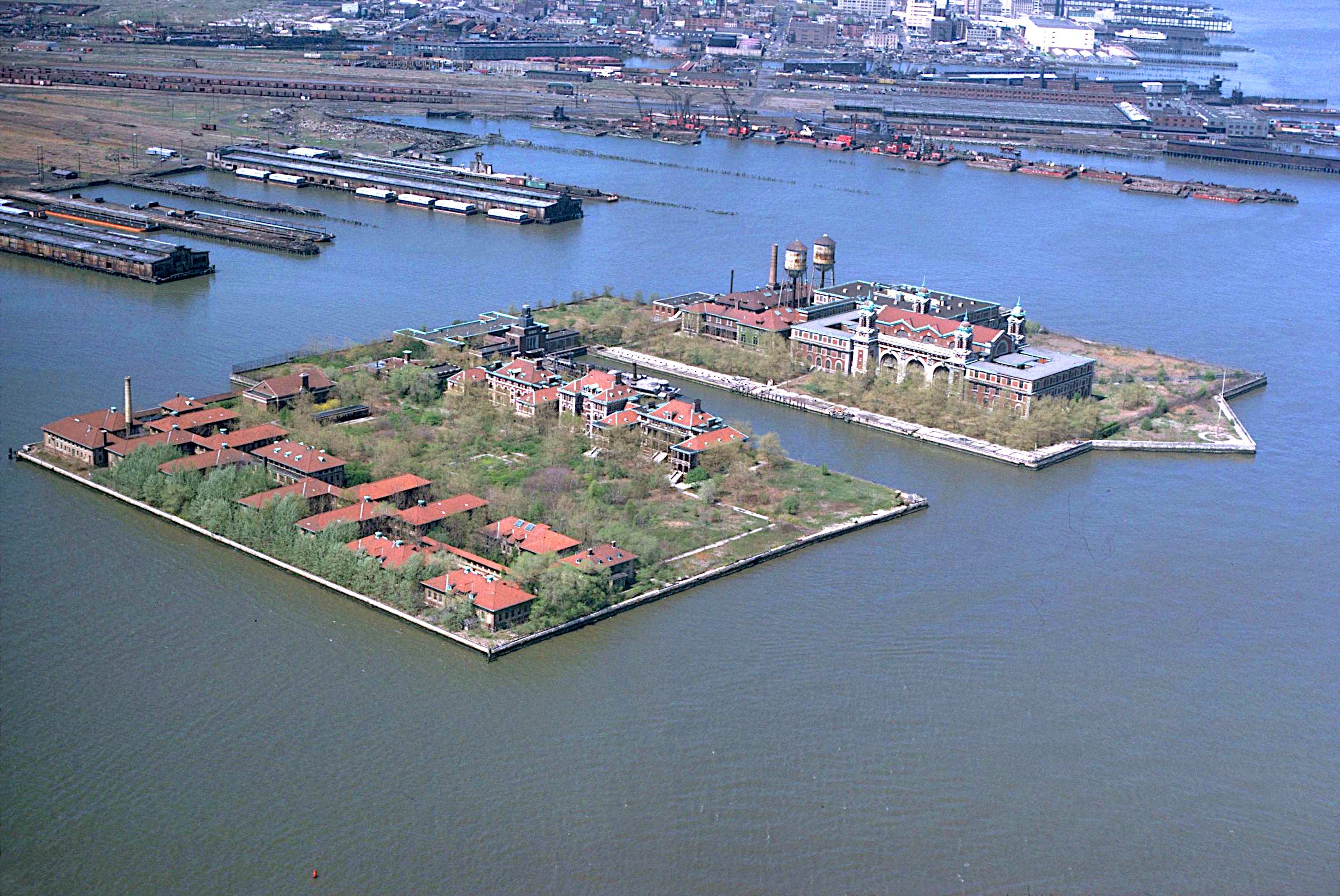
Wyspa Ellis Island

Stany Zjednoczone, oprócz wyżej wymienionych zalet, miały również parę innych pozytywów: nie były krajem znacząco odległym od Starego Kontynentu, miały sprzyjające warunki klimatyczne. To sprawiło, że USA stały się imigracyjnym eldorado dla wielu narodów.

### Nowy kraj

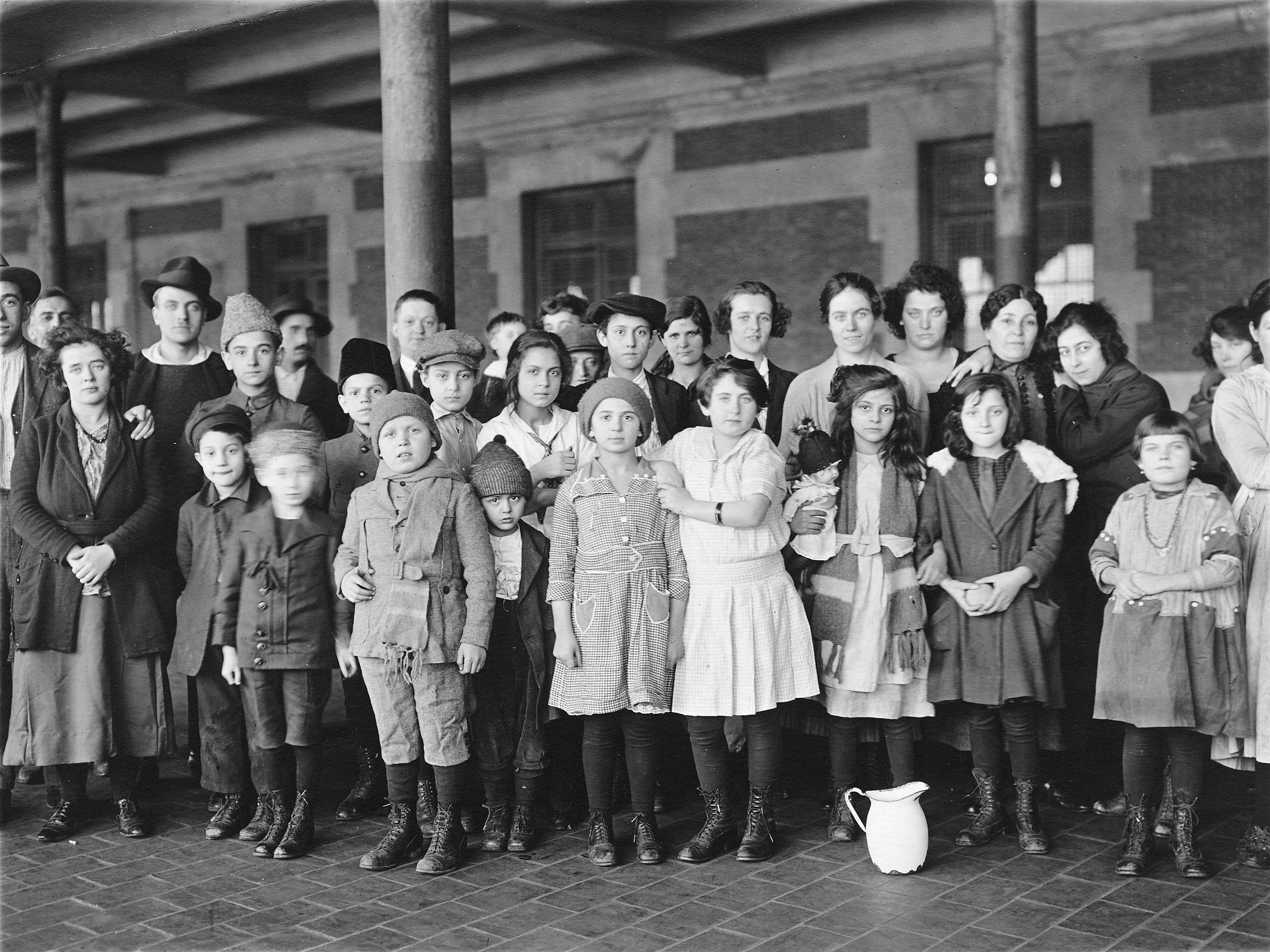
Imigranci na Ellis Island (Nowy Jork)

Jednakże nie każdemu imigrantowi pozwalano zostać. Wszyscy nowi przybysze z Europy byli najpierw zbierani na nowojorskim Ellis Island, gdzie poddawano ich badaniom lekarskim. Jeżeli przeszli je pomyślnie, mogli pozostać i udać się do dowolnego miejsca. Ameryka potrzebowała imigrantów, ale w zamian oczekiwała, że będą dumni ze swojego nowego kraju. Mieszanina ras i kultur stanowiła problem: aby stać się pełnoprawnymi obywatelami Stanów Zjednoczonych, musieli nauczyć się języka angielskiego; oczekiwano od nich szacunku dla flagi Stanów Zjednoczonych – każdy dzień w szkole rozpoczynał się właśnie od jej uczczenia.
Niewielu imigrantów miało pieniądze, kierowali się więc do miast przemysłowych. Znajdowali prace w zakładach mięsnych Chicago, hutach Pittsburgha i w zakładach włókienniczych Filadelfii. Wielu Włochów, Irlandczyków oraz Żydów pozostało w Nowym Jorku, gdzie pracowali długie godziny za niską płacę w przemyśle, np. zakładach odzieżowych. Grupy etniczne dążyły do zachowania wspólnotowego charakteru, kultywowania języka, kultury, religii i kuchni. Aby zaoszczędzić pieniędzy, tłoczyli się w domach, wywołując problem przeludnienia. Dzielnice imigrantów bardzo szybko w wielu miastach zmieniały się w slumsy. Życie było niewygodne dla biednych imigrantów, lecz w dalszym ciągu nie tak trudne, jak w ich dawnej ojczyźnie.

## Imigracja do 1865 r.
To właśnie wtedy zaczęli napływać nowi Amerykanie, którzy mieli stworzyć ojczyznę od podstaw zarówno politycznych, jak i gospodarczych. Jednak i tu można wyróżnić etapy napływu osadników.

### Imigracja do 1776 r.
Tego etapu napływu ludności nie można nazwać imigracją. Była to kolonizacja Ameryki Północnej. Wśród osadników przeważali Anglosasi (Anglicy, Szkoci i Walijczycy). Na nowym kontynencie osiedlali się też Holendrzy i Francuzi. Koloniści dali początek narodowi amerykańskiemu oraz amerykańskiej kulturze – to oni wywalczyli niepodległość USA.

### Imigracja od 1776 do 1865 r.

Mapa zamieszkania imigrantów na terenie USA

Większość imigrantów stanowili nadal Anglosasi, jednak dołączyli do nich Niemcy i Irlandczycy. Z czasem te dwie nacje wyparły tradycyjnych osadników, różnicując kraj religijne. Irlandczycy wraz z częścią Niemców zasilali szeregi amerykańskich katolików. Ludność ta odegrała kluczową rolę w kolonizacji terenów Wielkich Jezior oraz Dzikiego Zachodu. Oni też rozwinęli amerykańską gospodarkę.

## Imigracja od 1865 do lat 20. XX wieku
Zmiany w Europie znalazły odbicie w strukturze imigracji do Stanów Zjednoczonych po zakończeniu wojny secesyjnej, Do lat dziewięćdziesiątych XIX wieku imigranci z Niemiec, Wielkiej Brytanii oraz Irlandii stanowili większość, lecz w miarę rozwoju niemieckiego i brytyjskiego przemysłu, powstawało więcej miejsc pracy, coraz mniej ludzi było zmuszonych emigrować za chlebem. W ogromnych liczbach przybywali Włosi i obywatele Imperium Rosyjskiego różnych narodowości. Wielu spośród rosyjskich imigrantów było Żydami, których prześladowania zmusiły do opuszczenia ojczyzny. Włosi natomiast uciekali przed ubóstwem swego południa wkrótce po zjednoczeniu. Dodatkowo Polacy, Czesi, Węgrzy, Rumuni, Bułgarzy, Grecy i Skandynawowie powiększali liczbę imigrantów. Do milionów przekraczających Atlantyk dołączyli Chińczycy, którzy do 1882 r., kiedy ich dalsza imigracja została zakazana, przez Pacyfik docierali do Kalifornii. Taki napływ imigrantów trwał aż do lat 20. ubiegłego stulecia, kiedy to rządzący republikanie utrudnili dostanie się do USA, tym samym redukując imigrację.
Lata 1865–1914 to również czas pierwszej wielkiej migracji wewnętrznej w Stanach Zjednoczonych, nazywanej „zdobywaniem Dzikiego Zachodu”. W kierunku zachodnim migrowali Brytyjczycy, Niemcy, Skandynawowie, Holendrzy, zaś na wschodnim wybrzeżu osiedlali się nowi imigranci – głównie Irlandczycy oraz Włosi.
Imigranci polscy skupiali się w tym czasie w dwóch miejscach: stanie Illinois (zwłaszcza Chicago) oraz stanie Nowy Jork (głównie w miastach Nowy Jork, Buffalo i Rochester). Mniej liczne skupiska polonijne powstały w stanach Wisconsin i Minnesota.

## Imigracja powojenna i współczesna
Imigracja do USA na nowo odżyła po II wojnie światowej. Do Ameryki przed prześladowaniami uciekały tysiące ludzi z Europy Wschodniej. Do nowej fali imigracyjnej dołączyli mieszkańcy Ameryki Południowej i Środkowej. Latynosi stali się najbardziej liczna grupą nowych imigrantów, a język hiszpański i kultura latynoska stały się popularne i powszechne. Latynosi stali się obok Włochów, Irlandczyków i nacji Europy Wschodniej, jednym z głównych narodów w większości katolickich. W latach 80. XX wieku nastąpił napływ dużej liczby przybyszów ze wschodniej części starego kontynentu, szczególnie Polaków.

## Bilans imigracji
Imigranci, którzy przybywali do USA, w większości osiedlali się tam na stałe. Mało było ludzi, którzy przyjeżdżali okresowo, jak ma to miejsce w Europie Zachodniej. W XIX wieku imigranci zajmowali się głównie handlem oraz pracą w wielkich zakładach przemysłowych i rzemieślniczych – dzisiaj są to przede wszystkim pomoce domowe (sprzątaczki, ogrodnicy itp.), budowlańcy czy robotnicy. Bez imigrantów niemożliwy byłby rozwój amerykańskiego przemysłu, dla którego stanowili tanią siłę roboczą.